# Coleophora feoleuca
Coleophora feoleuca é uma espécie de mariposa do gênero Coleophora pertencente à família Coleophoridae.